# Formica fuscipes
Formica fuscipes é uma espécie de formiga do gênero Formica, pertencente à subfamília Formicinae.